# Tạ Thanh Huyền
Tạ Thanh Huyền, född 3 maj 1994, är en vietnamesisk roddare. 
Tạ Thanh Huyền tävlade för Vietnam vid olympiska sommarspelen 2016 i Rio de Janeiro, där hon tillsammans med Hồ Thị Lý slutade på 18:e plats i lättvikts-dubbelsculler.